# Polnische Hochzeit
Polnische Hochzeit ist eine Operette in drei Akten und einem Prolog von Joseph Beer. Libretto und Texte stammen von Fritz Löhner-Beda und Alfred Grünwald. Die Uraufführung fand am 3. April 1937 am Opernhaus Zürich statt.

## Handlung
Der junge polnische Freiheitskämpfer Boleslav passiert inkognito die österreichisch-russische Grenze, um in seiner Heimat seine Jugendliebe Jadja zu heiraten und sein Erbe anzutreten. Doch Jadja soll sich mit Boleslavs Onkel, Graf Staschek, der bereits fünf Mal verheiratet war, gegen ihren Willen verloben.
Boleslav gibt sich schließlich zu erkennen und möchte Erbe und Jadja für sich. Graf Staschek droht den Neffen an die russische Polizei zu verraten. So sieht sich Jadja gezwungen, Stascheks Antrag anzunehmen, um den Liebsten zu schützen.
Doch Graf Staschek hat die Rechnung ohne die Gutsverwalterin des Barons gemacht: Suza, „die Wildkatze“. Sie plant die chaotischen Hochzeitsvorbereitungen zu nutzen, um Boleslav und Jadja zur Flucht zu verhelfen. Der Plan scheitert. Nun wird die zukünftige Braut Jadja weggeführt, um das Hochzeitskleid und den Schleier anzulegen. Als Graf Staschek seiner frisch angetrauten Frau den Hochzeitskuss geben will und ihren Schleier lüftet, ist er sprachlos. Anstelle von Jadja hat er Suza geheiratet.
Bereits in der Hochzeitsnacht macht Suza ihrem Ehemann das Leben zur Hölle. Staschek fleht um die Aufhebung der Ehe und ist mit allen damit verbundenen Forderungen einverstanden. So erhält Boleslav sein rechtmäßiges Erbe und kann Jadja nun endlich heiraten.

## Musik
Die Polnische Hochzeit wird gerne als Stilmix bezeichnet. Neben schwermütigen und romantischen Liedern und Duetten gibt es viele Melodramen, einige folkloristische Chorszenen sowie schmissige Foxtrott- und Jazznummern, die gerade in den Operetten jener Zeit, inspiriert durch Komponistenkollegen wie Paul Abraham, besonders erfolgreich und publikumswirksam eingesetzt wurden.

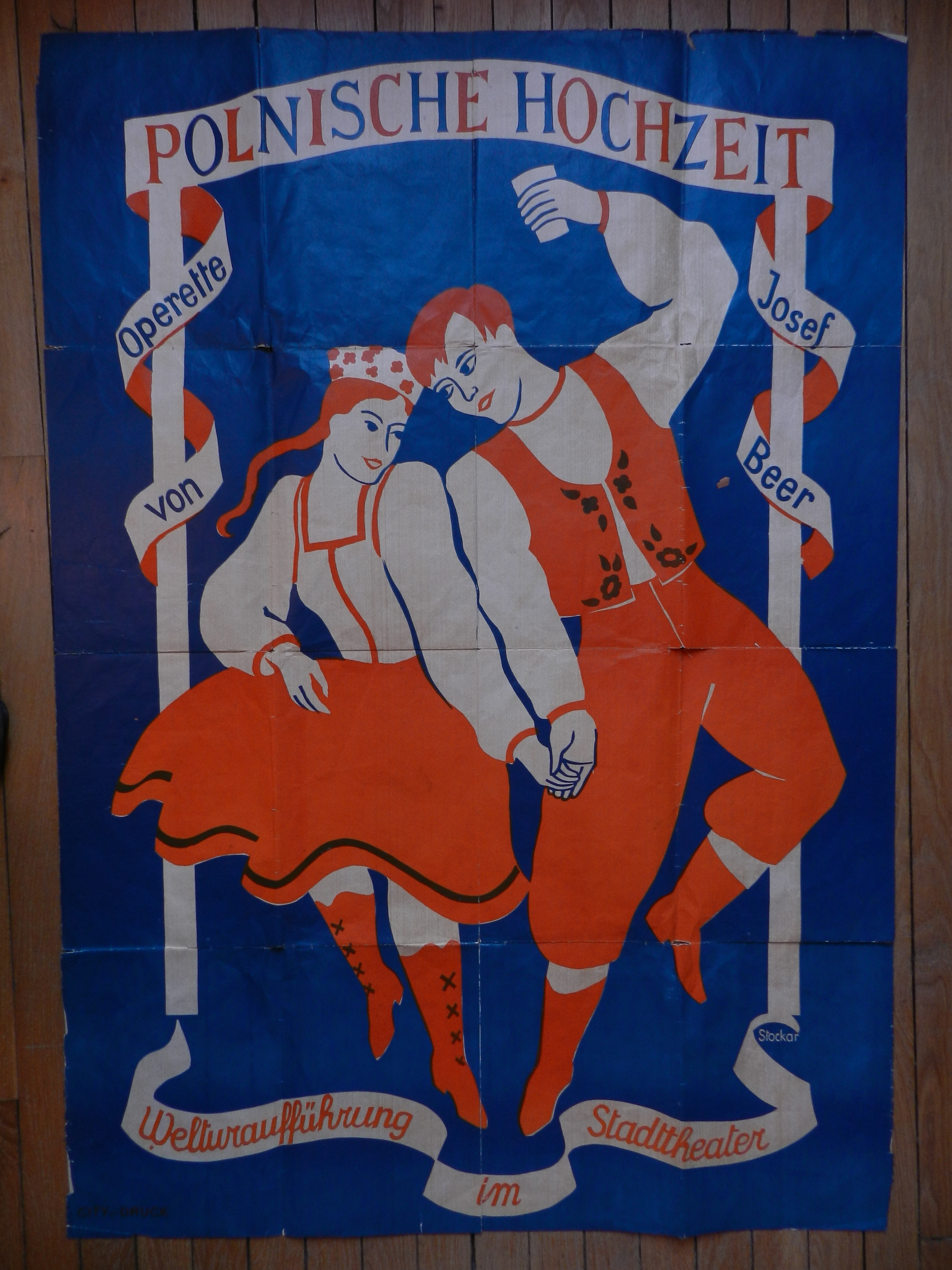
Plakat zur Uraufführung der Polnischen Hochzeit am Stadttheater Zürich.

Einige Musiknummern der Operette sind:
- In der Heimat blüh'n die Rosen, nicht für mich, den Heimatlosen
- Wenn die Mädels zur Mazurka geh'n - Wunderbare Träume
- Du hast rote Backen - Kasimir, du strammer Junge
- Polenland, mein Heimatland
- Schenk mir das Himmelreich
- Die verflixten Weiber
- Du bist meine große Liebe
- Katzenaugen
- Herz an Herz, Hand in Hand
- Eins, zwei, drei und herunter mit dem Wein
- Muss man denn?
- Hochzeit, Hochzeit, polnische Hochzeit!
- Das ist der Walzer der Liebe
- Doch kommt man langsam in die Jahre

## Trivia
Nach dem Einmarsch der Nationalsozialisten in Österreich 1938 floh Joseph Beer zuerst nach Paris. Als die deutschen Truppen 1940 auch Paris besetzten, ging die Flucht weiter bis nach Nizza, wo Beer bis Kriegsende blieb. Seine Werke gerieten über die Jahre, besonders im deutschsprachigen Raum, mehr und mehr in Vergessenheit.
In Skandinavien hielt sich die Polnische Hochzeit unter dem Titel Masurkka lange im Operettenrepertoire der Theater- und Opernhäuser und wurde bis zu Beers Tod im Jahre 1987 immer wieder gespielt.
Seit einigen Jahren beschäftigt man sich wieder intensiver mit dem Komponisten und dessen Werk. So fand die österreichische Erstaufführung der Polnischen Hochzeit mehr als 75 Jahre nach der Uraufführung beim Wiener Operettensommer 2012 statt. 2018 folgte die Oper Graz mit einer Neuinszenierung der Operette.

## Rezeption
Polnische Hochzeit wurde für Beer der Höhepunkt seiner Karriere. Die Uraufführung fand, wie schon die seiner Operette Der Prinz von Schiras, in Zürich statt und war ein triumphaler Erfolg.
Die Kritiker zeigten sich einhellig begeistert:

„Es ist eine Musik, die nicht nur schmeichelt, sondern ins Blut geht, die durch vielfältige Abwechslung der Einfälle, durch die gegenständliche Illustrierung der Situation und - was besonders wichtig ist - durch ihre ausgezeichnete Tanzrhythmik den Hörer beglückt.“

„Die glanzvolle Aufführung der Polnischen Hochzeit vermittelte den Eindruck, dass eine große Operette von bleibendem Wert geschaffen wurde. Das Werk ist durchwegs heiter und unsentimental, aber dennoch stark dramatisch, enthält ganz große Finali und ein volkstümliches Ballett.“

Das Werk wurde innerhalb kürzester Zeit in acht Sprachen übersetzt und von über 40 europäischen Bühnen nachgespielt.

## Tonträger
Im Jahre 2015 brachte das Label CPO eine CD-Einspielung der Operette heraus. Unter der Leitung von Ulf Schirmer sangen und spielten der Chor des Staatstheaters am Gärtnerplatz und das Orchester des Münchner Rundfunkorchesters. Als Solisten wirkten u. a. Martina Rüping, Susanne Bernhard, Florence Losseau und Nikolai Schukoff mit.